# 涅索斯
涅索斯（英語：Nessus (mythology)）。古希腊神话中的半人马，负责运行人渡过冥河。他在运赫拉克勒斯之妻德伊阿妮拉时调戏这位女乘客，被赫拉克勒斯发现，在渡河之后用沾有九头巨蛇许德拉的毒血箭射中了涅索斯。涅索斯知道自己将死，却要用自己的血复仇。他偷偷告诉德伊阿妮拉收集他伤口流出的血，把血涂在衬衫上，可以让穿衬衫的人恢复对她的爱情。后来德伊阿妮拉感到赫拉克勒斯不再爱她，就把沾有涅索斯血的衬衫给赫拉克勒斯穿，导致赫拉克勒斯身死。